# Szent Paraszkiva-fatemplom (Zágra)
A zágrai Szent Paraszkiva-fatemplom műemlékké nyilvánított épület Romániában, Beszterce-Naszód megyében. A romániai műemlékek jegyzékében a  BN-II-m-A-01729 sorszámon szerepel.